# Cryptocephalus fulvus
Cryptocephalus fulvus  (лат.) — вид листоедов (Chrysomelidae) из подсемейства скрытоглавов (Cryptocephalinae). Ареал: Европа, Кавказ, юго-запад Турции, Центральная Азия и южная Сибирь.

## Подвиды и вариетет
- Подвид: Cryptocephalus fulvus fulvus (Goeze, 1777)
- Подвид: Cryptocephalus fulvus schatzmayri Burlini, 1969
- Вариетет: Cryptocephalus fulvus var. succinctus Weise, 1882
- Вариетет: Cryptocephalus fulvus var. apricus